# 土耳其廣播電視公司突厥頻道
土耳其廣播電視公司突厥頻道（土耳其語：TRT Türk）是土耳其廣播電視公司一條於1992年開播的國際電視頻道，其目標為提升世界各國民眾對土耳其的認識。這條頻道主要向全球播放土耳其語教育、文化、戲劇、娛樂、音樂以及新聞節目，並計劃與其他突厥語系國家共同製作節目和播放，成為泛突厥地區的公共電視頻道。